# Guan Xin
Dans ce nom chinois, le nom de famille, Guan, précède le nom personnel.
Guan Xin (en chinois : 关馨), née le 24 janvier 1987, dans la province du Jilin, en Chine, est une joueuse chinoise de basket-ball. Elle évolue au poste de pivot.

## Palmarès
- Finaliste du championnat d'Asie 2007
- Championne d'Asie 2009
- Championne d'Asie 2011